# Гёц, Йоханнес
Йоханнес Гёц (нем. Johannes Götz; 4 октября 1865, Фюрт, Средняя Франкония — 11 сентября 1934, Потсдам) — немецкий скульптор.

## Биография
Родился в городе Фюрте, Бавария. Сын плотника. Ремеслу скульптора учился сперва в Академии художеств в Нюрнберге, а затем, в 1884—1890 годах, в Прусской академии художеств в Берлине под руководством Рейнгольда Бегаса. 
В 1892 году Гёц выиграл немецкую Римскую премию, что позволило ему бесплатно жить и учиться в Риме почти два года (ок. 1892—1894). В 1893 году Гёц получил за одну из своих скульптур малую золотую медаль на Большой берлинской художественной выставке.
Скульптор Гёц пользовался покровительством кайзера Вильгельма II, который поручил ему создание многофигурной скульптурной группы для украшения одного из центральных проспектов Берлина, а также заказал ему бронзовую статую Ахиллеса, которая затем была отправлена на Корфу в подарок императрице  Елизавете Баварской, где, на площади перед королевским дворцом Ахиллион, названным в честь легендарного героя, она стоит до сих пор. 
Уже будучи признанным скульптором, Йоханнес Гёц стал профессором Академии художеств в Нюрнберге.
Гёц также пользовался известностью в своём родном городе Фюрт. Им было создано не менее 13 надгробий и усыпальниц по заказам богатых наследников города, желавших таким образом почтить память своих отцов. Кроме того, Гёц создал скульптурное надгробие для своих родителей на городском кладбище Фюрта. Однако, сам он похоронен в Потсдаме на Борнштедтском кладбище.
В Фюрте в 1952 году именем Гёца была названа одна из городских улиц.

## Галерея

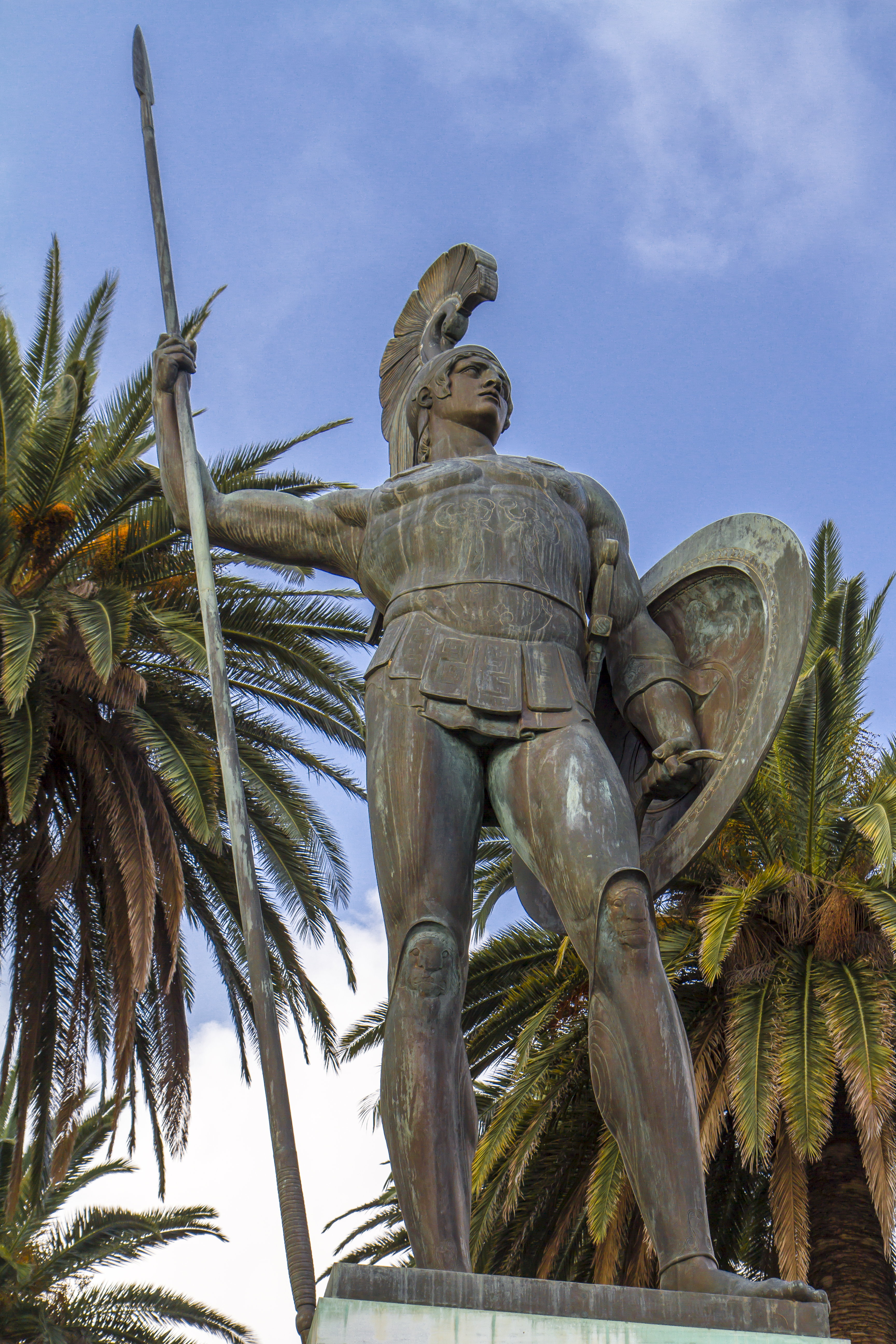
Ахиллес. площадь перед дворцом Ахиллион, остров Корфу, Греция.
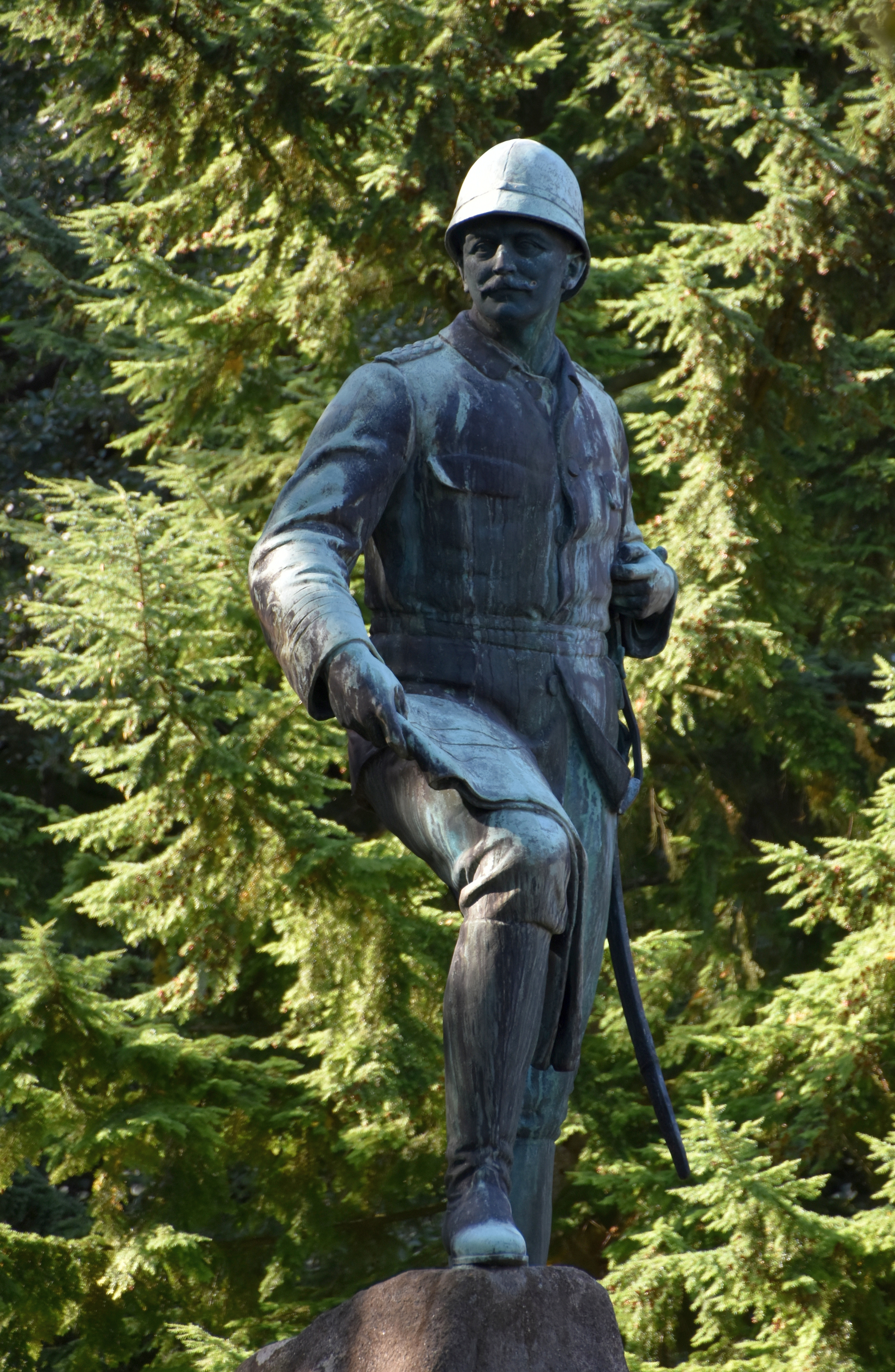
Памятник первопроходцу Герману фон Висману, Бад-Лаутерберг, Германия.
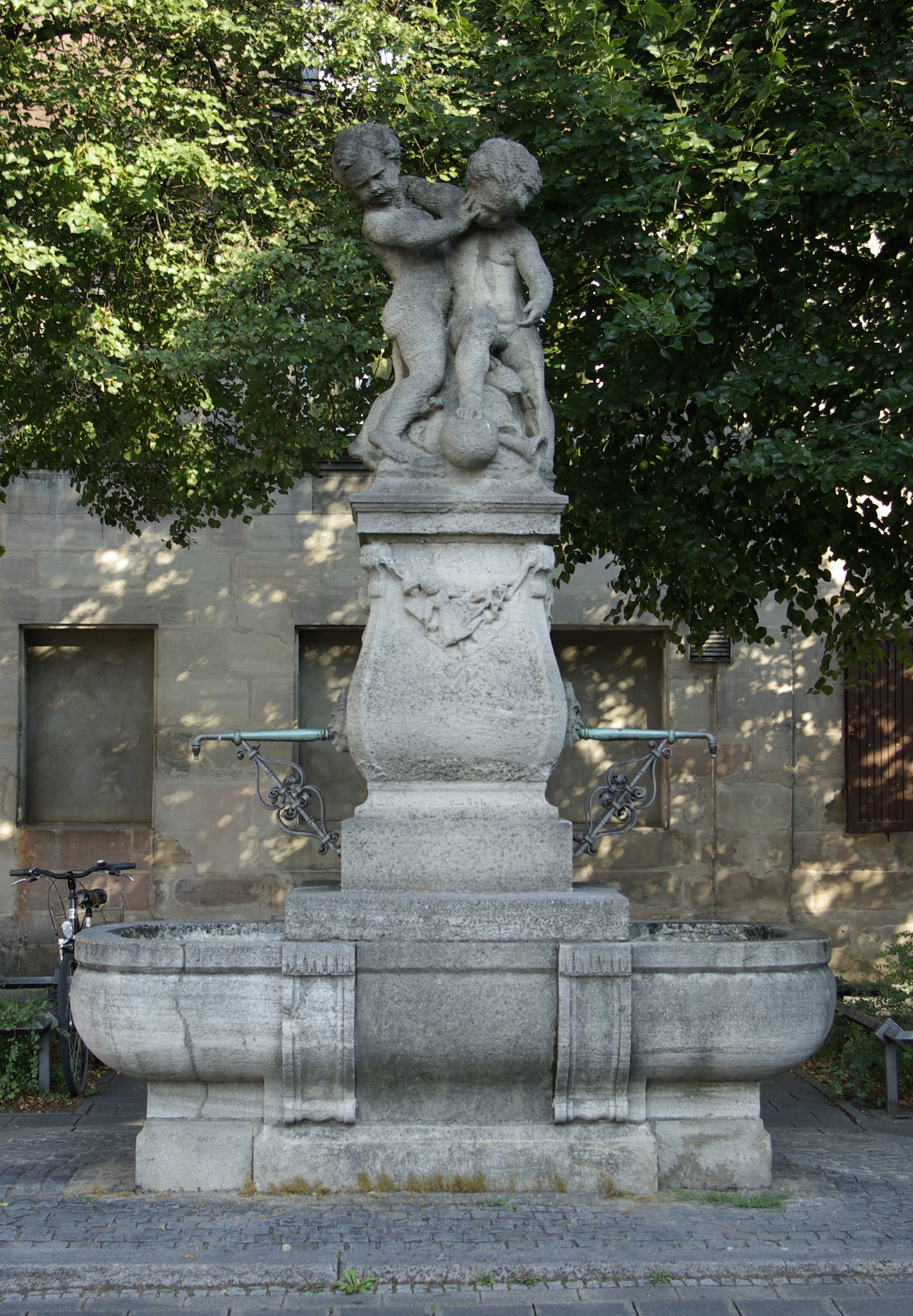
Городской фонтан, Фюрт.
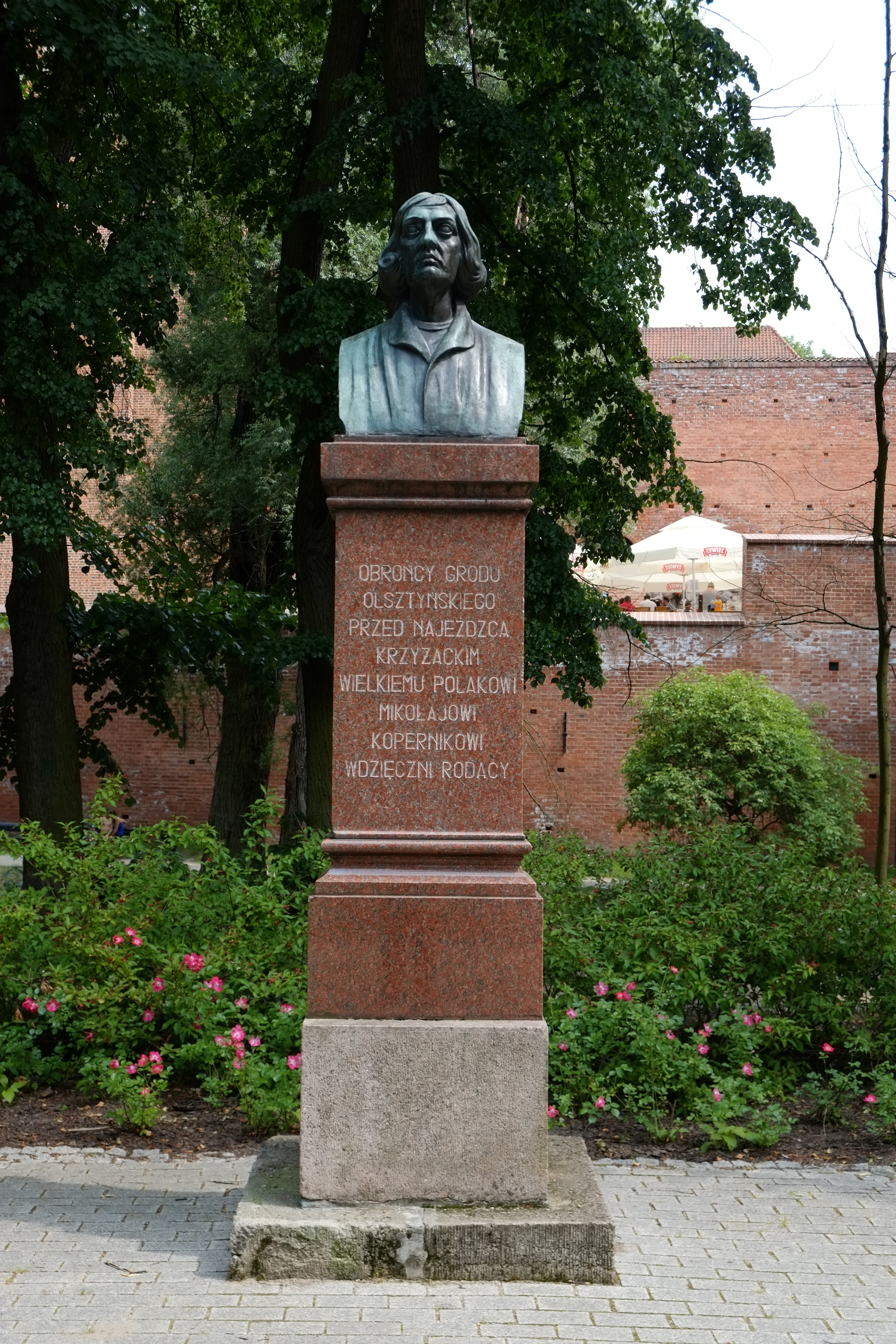
Бюст Николая Коперника, Алленштейн.
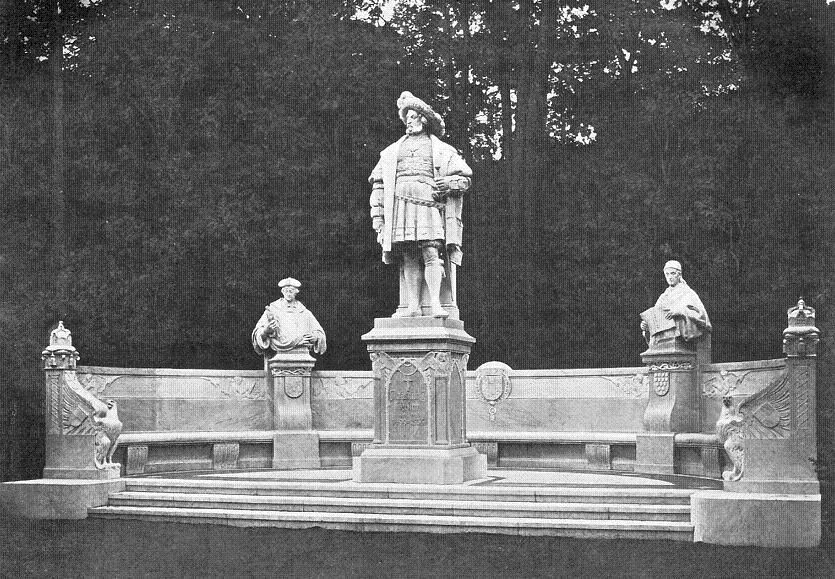
Памятник курфюрсту Бранденбурга, Иоахиму I Нестору, Берлин (сохранился частично).
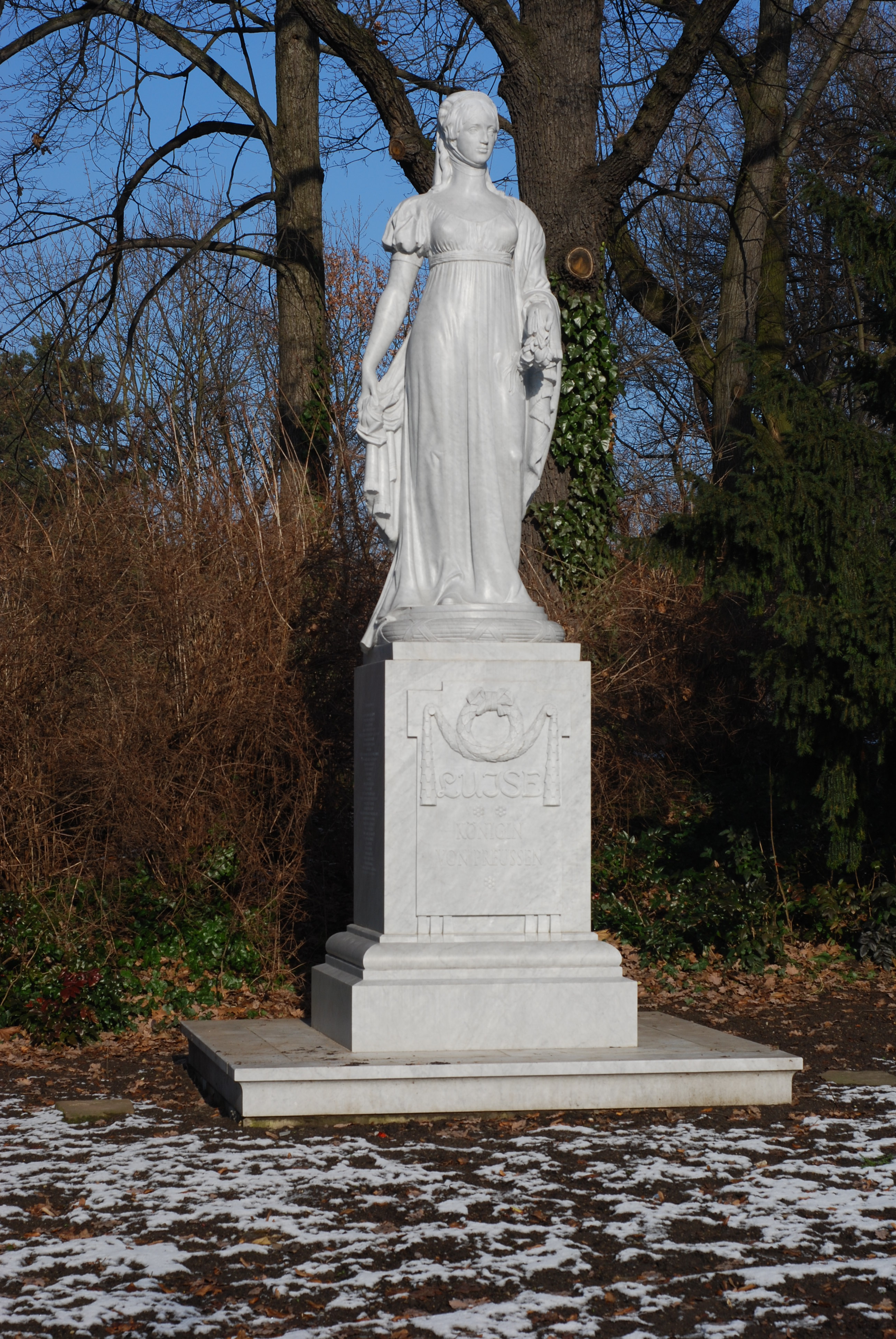
Памятник королеве Луизе Прусской, Магдебург.
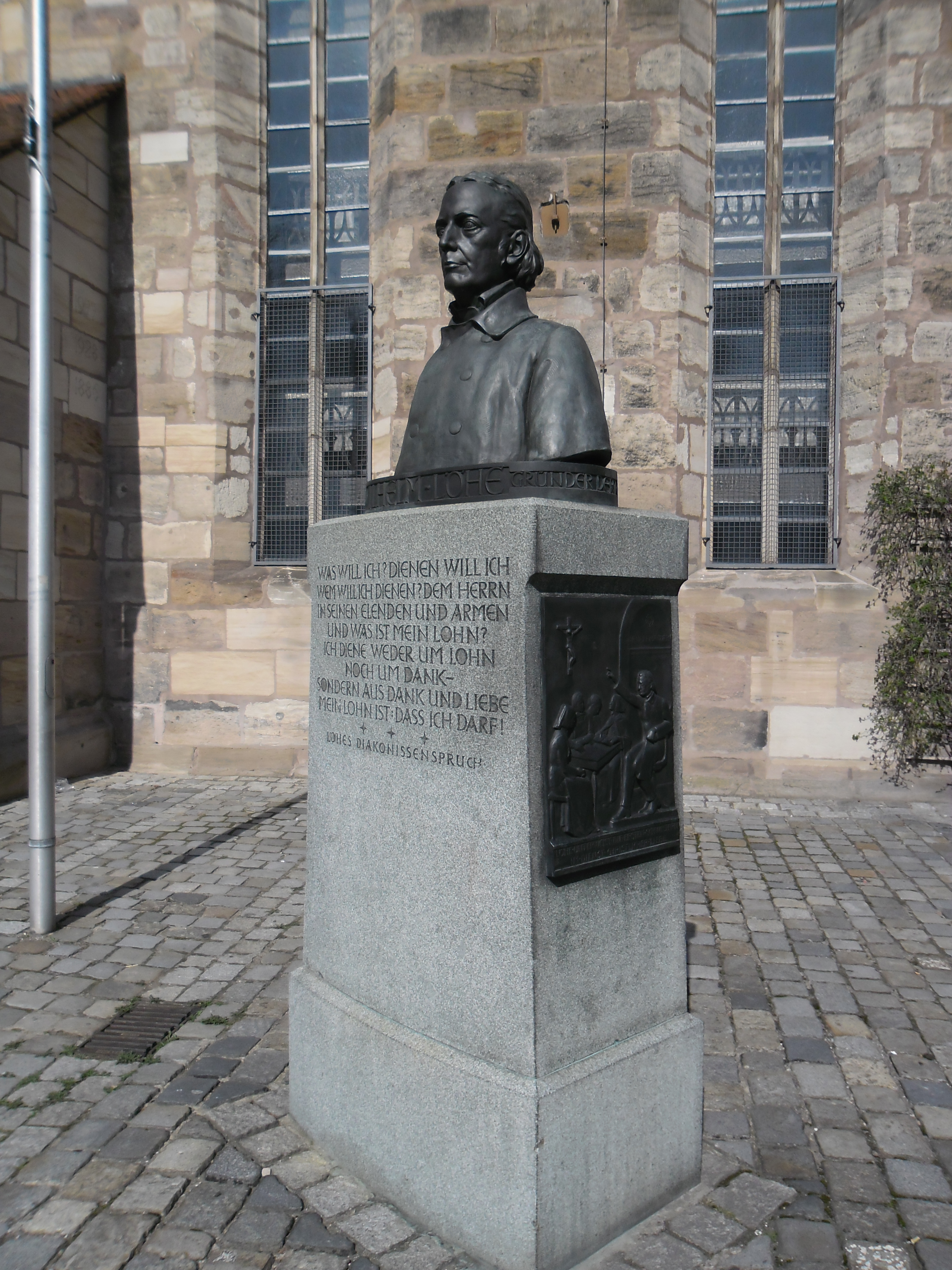
Памятник Вильгельму Лоэ, Фюрт
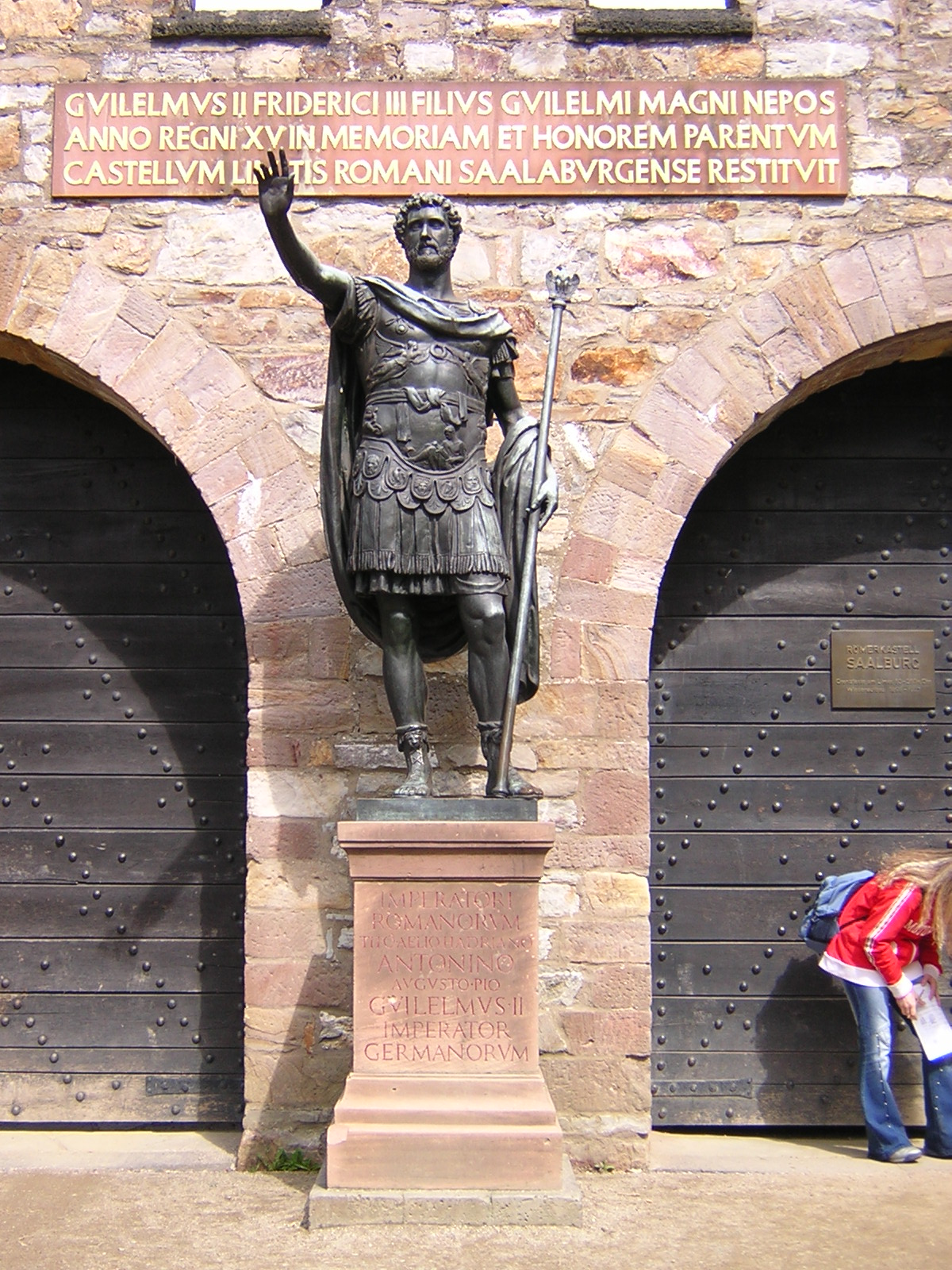
Памятник римскому императору Антонию Пию, Заальбург, Бад-Хомбург, Германия.
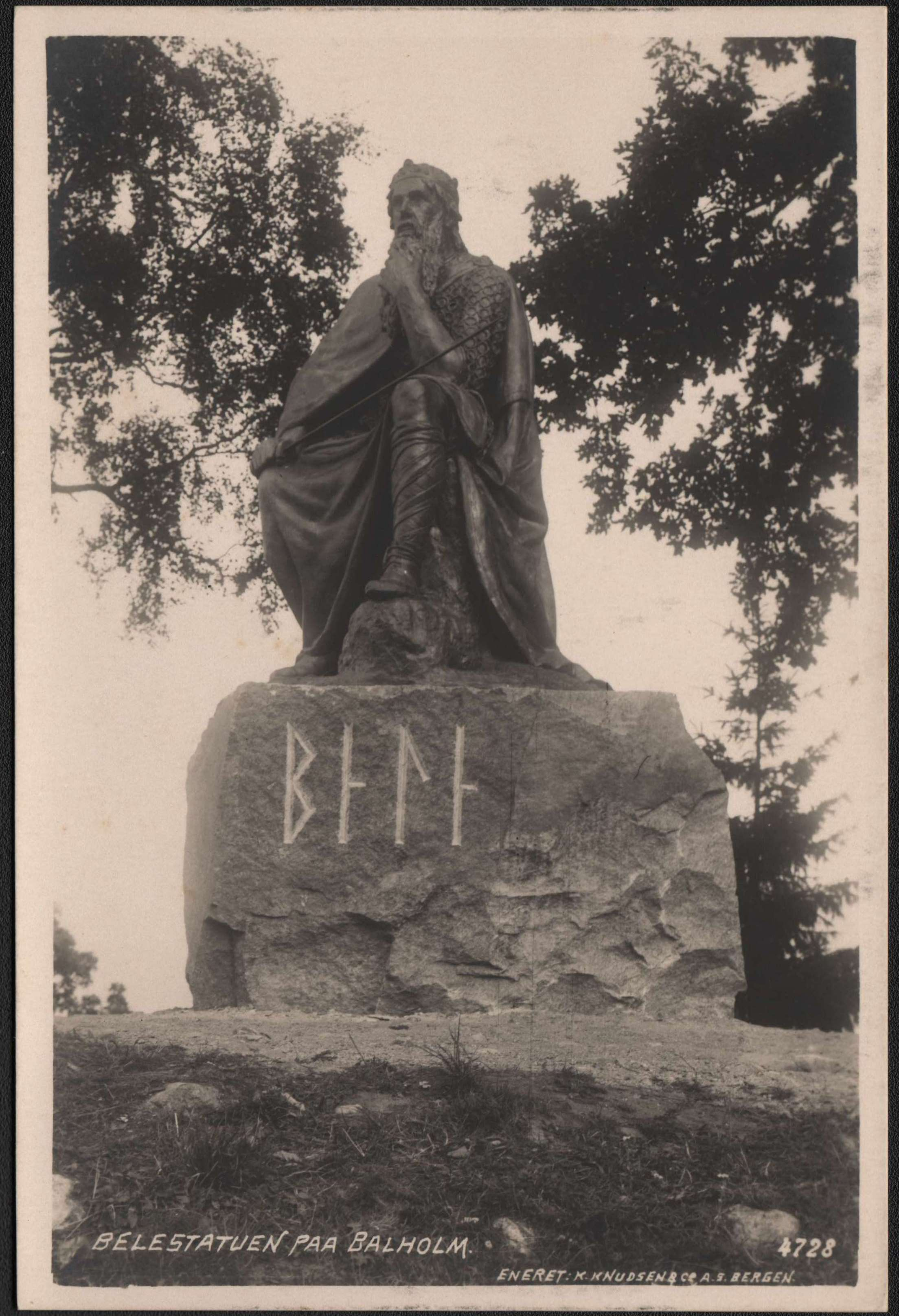
Памятник полулегендарному конунгу (королю) Беле, поблизости от Балестранна, Норвегия (памятник сохранился).
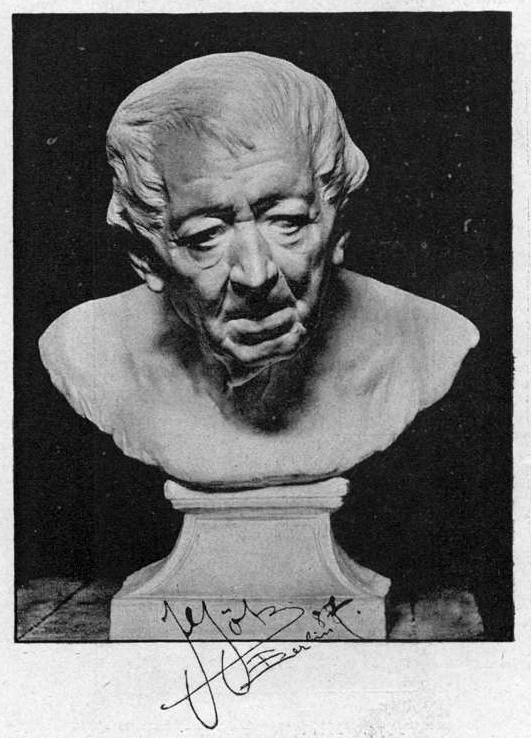
Бюст старика.
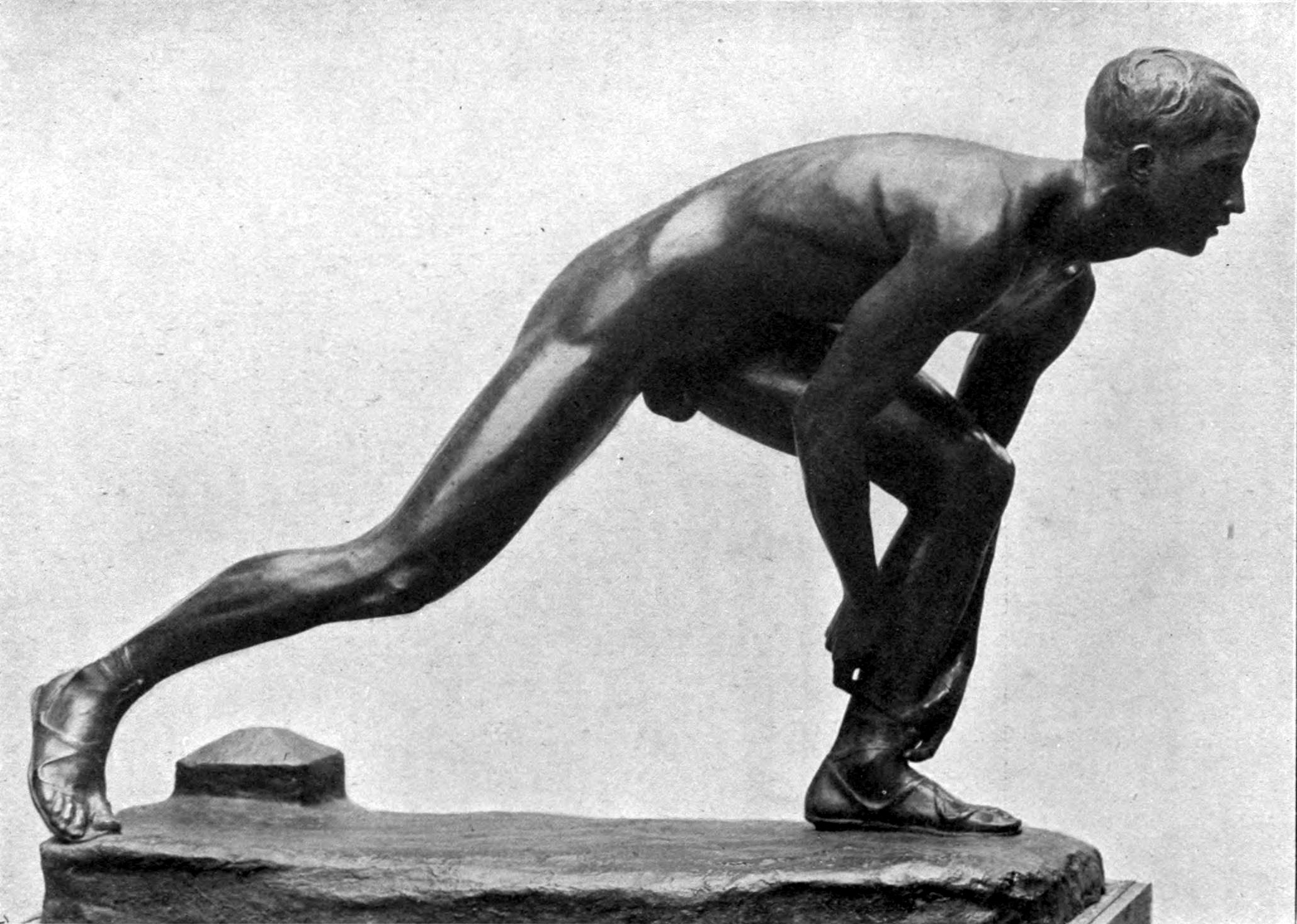
Бегун на старте.
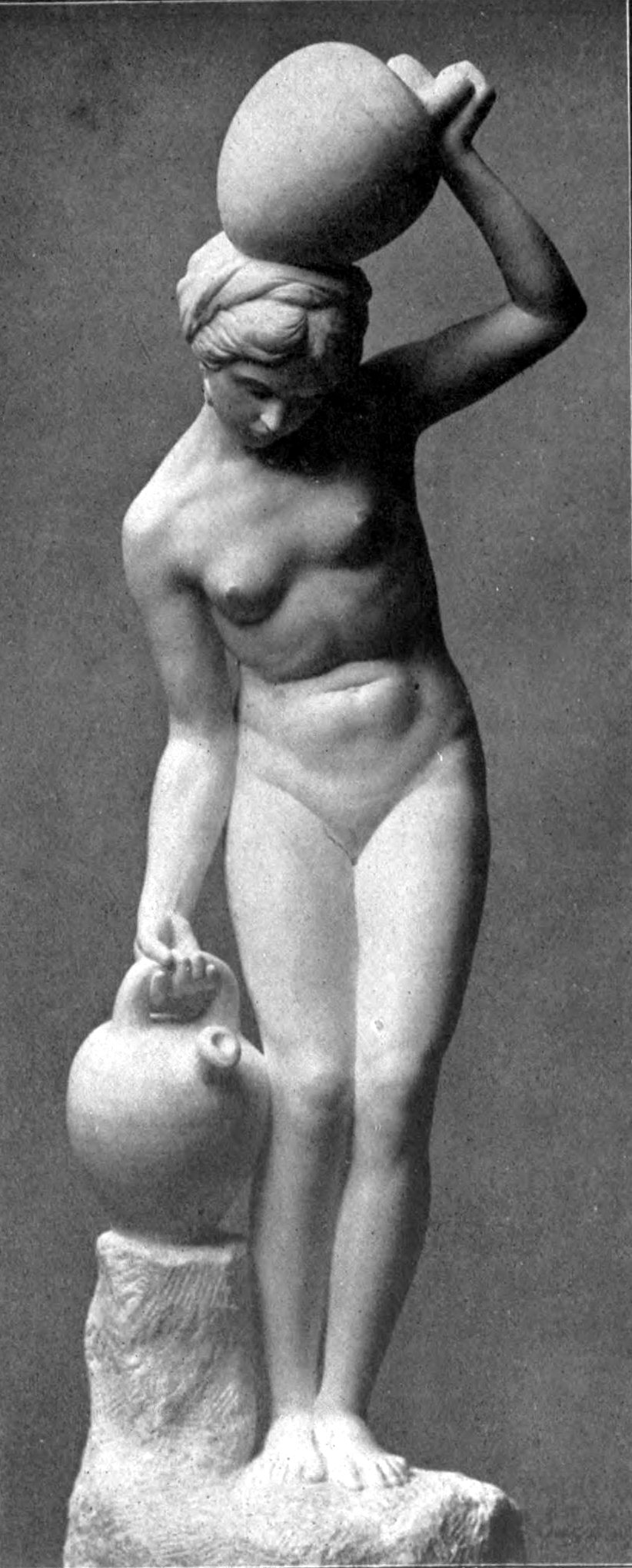
Девушка с кувшинами.